# Glomeris
Genre
Glomeris (les gloméris en français) est un genre de myriapodes diplopodes de la famille des gloméridés. 
Ils peuvent se rouler en boule et vivent dans des endroits humides tels que la litière de sols forestiers ou sous les écorces des troncs d'arbres dépérissants ou morts.

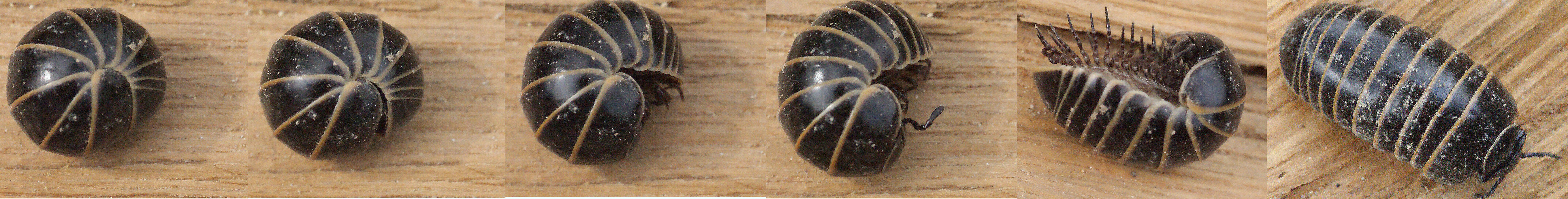
Glomeris se déroulant

Ne pas les confondre avec des cloportes qui sont des crustacés terrestres qui ne possèdent qu'une paire de pattes par segment et qui peuvent fréquenter les mêmes milieux. Certaines espèces de cloportes peuvent aussi se rouler en boule.

## En France
Les gloméris pouvant être rencontré en France (hors espèces cavernioles) sont : 
- Glomeris connexa
- Glomeris ligurica
- Glomeris guttata
- Glomeris valesiaca
- Glomeris esterelana
- Glomeris helvetica
- Glomeris marginata
- Glomeris annulata
- Glomeris klugii (synonyme de Glomeris undulata et Glomeris conspersa)
- Glomeris intermedia
- Glomeris transalpina
- Glomeris pustulata

Dans le genre Onychoglomeris : 
- Onychoglomeris castanea

Dans le genre Loboglomeris : 
- Loboglomeris pyrenaea
- Loboglomeris rugifera

Dans le genre Protoglomeris : 
- Protoglomeris vasconica

Dans le genre  Glomeridella
- Glomeridella kervillei

Dans le genre Trachysphaera : 
- Trachysphaera lobata

ce genre comprend d'autres espèces (plutôt cavernicoles) 

### Clé de détermination
- Clé d'identification des Glomeridae de France (hors cavernicoles), par Robin Duborget (2017)